# 能勢町立能勢ささゆり学園
能勢町立能勢ささゆり学園（のせちょうりつのせささゆりがくえん）、は、大阪府豊能郡能勢町にある公立義務教育学校。2016年に能勢町内にあった5小学校、2中学校を統合し、施設一体型小中一貫教育校として開校、2022年に義務教育学校に移行した。

## 沿革
能勢町の小中学校を小学校1校、中学校1校体制に再編したことにより、施設一体型小中一貫教育校として2016年に開校。大阪府内の自治体で、統廃合によって小学校、中学校が1校になるのは能勢町が初めて。
再編計画は2009年に方向性が決められた。2012年に閉鎖されたおおさか府民牧場の跡地に新学校を建設することになり、総工費約44億円で整備された。
能勢小学校は能勢町立岐尼小学校、能勢町立久佐々小学校、能勢町立田尻小学校、能勢町立歌垣小学校、能勢町立東郷小学校（ここまで2016年3月に閉校）が統合された。再編計画が決められた当時は能勢町立天王小学校（2015年3月閉校、岐尼小学校へ統合）も含まれていた。
能勢中学校は能勢町立東中学校、能勢町立西中学校（両校共に2016年3月閉校）が統合された。
新設学校の名称は公募され、小学校は能勢町立能勢小学校、中学校は能勢町立能勢中学校と決められた。また、小中一貫教育校として、町花である「ササユリ」から能勢ささゆり学園の愛称が付けられた。
さらに大阪府立能勢高等学校を町に移管し、小中高一貫教育を行うことも大阪府・能勢町教育委員会で検討されたが、町の財政面も考慮した結果、2018年度より、同校を大阪府立豊中高等学校の分校(能勢キャンパス)とすることが決定した。
2022年4月より義務教育学校に移行し、「能勢町立能勢ささゆり学園」となった。

### 年表
- 2016年4月11日 - 小中一貫校の能勢町立能勢小学校・中学校として開校[6]。
- 2022年4月1日 - 義務教育学校「能勢町立能勢ささゆり学園」に改編・移行。

## 交通
- 阪急バス 平野口バス停 南へ約400m
- 能勢電鉄妙見線山下駅から、北へ約9km。